# Romano Battisti
Romano Battisti (Priverno, 21 de agosto de 1986) es un deportista italiano que compitió en remo.
Participó en dos Juegos Olímpicos de Verano, obteniendo una medalla de plata en Londres 2012, en la prueba de doble scull, y el cuarto lugar en Río de Janeiro 2016, en la misma prueba.
Ganó dos medallas en el Campeonato Mundial de Remo, en los años 2013 y 2014, y cuatro medallas en el Campeonato Europeo de Remo entre los años 2008 y 2017.

## Palmarés internacional
| Juegos Olímpicos   | Juegos Olímpicos         | Juegos Olímpicos  | Juegos Olímpicos   |
| Año                | Lugar                    | Medalla           | Prueba             |
| ------------------ | ------------------------ | ----------------- | ------------------ |
| 2012               | Londres (Reino Unido)    | Medalla de plata  | Doble scull        |
| Campeonato Mundial |                          |                   |                    |
| Año                | Lugar                    | Medalla           | Prueba             |
| 2013               | Chungju (Corea del Sur)  | Medalla de bronce | Doble scull        |
| 2014               | Ámsterdam (Países Bajos) | Medalla de plata  | Doble scull        |
| Campeonato Europeo |                          |                   |                    |
| Año                | Lugar                    | Medalla           | Prueba             |
| 2008               | Maratón (Grecia)         | Medalla de plata  | Cuatro sin timonel |
| 2012               | Varese (Italia)          | Medalla de plata  | Doble scull        |
| 2013               | Sevilla (España)         | Medalla de oro    | Doble scull        |
| 2017               | Račice (República Checa) | Medalla de bronce | Cuatro scull       |